# Zeke Steggall
Zeke Steggall (ur. 9 lipca 1971 w Manly) – australijski snowboardzista, brązowy medalista mistrzostw świata.

## Kariera
Po raz pierwszy na arenie międzynarodowej pojawił się 21 sierpnia 1996 roku w Thredbo, gdzie w zawodach FIS Race zajął drugie miejsce w gigancie. W Pucharze Świata zadebiutował 28 lutego 1997 roku w Olang, zajmując 18. miejsce w gigancie. Tym samym, już w swoim debiucie wywalczył pierwsze pucharowe punkty. Na podium zawodów pucharowych po raz pierwszy stanął 5 marca 1999 roku w Kreischbergu, wygrywając rywalizację w snowcrossie. W zawodach tych wyprzedził Henrika Janssona ze Szwecji i Francuza Sylvaina Duclosa. Łącznie osiem razy stawał na podium zawodów PŚ, odnosząc jeszcze trzy zwycięstwa: 20 stycznia 2000 roku w Gstaad, 9 lutego 2000 roku w Madonna di Campiglio i 17 listopada 2001 roku w Tignes triumfował w snowcrossie. Najlepsze wyniki w osiągnął w sezonie 2001/2002, kiedy to zajął piąte miejsce w klasyfikacji generalnej. W sezonie 1999/2000 był trzeci w klasyfikacji snowcrossu.
Jego największym sukcesem jest brązowy medal w snowcrossie wywalczony na mistrzostwach świata w Berchtesgaden w 1999 roku. Uległ tam tylko dwóm Szwedom: Henrikowi Janssonowi i Magnusowi Sternerowi. Był też między innymi dziewiąty podczas mistrzostw świata w Madonna di Campiglio w 2001 roku. W 1998 roku wystartował na igrzyskach olimpijskich w Nagano, gdzie zajął 28. miejsce w gigancie. Brał też udział w igrzyskach w Salt Lake City cztery lata później, zajmując 26. miejsce w gigancie równoległym.
W 2002 r. zakończył karierę.
Jego siostra Zali Steggall uprawiała narciarstwo alpejskie.

## Osiągnięcia

### Igrzyska olimpijskie
| Miejsce | Dzień     | Rok  | Miejscowość    | Konkurencja       | Zwycięzca       |
| ------- | --------- | ---- | -------------- | ----------------- | --------------- |
| 28.     | 8 lutego  | 1998 | Nagano         | Gigant            | Ross Rebagliati |
| 26.     | 15 lutego | 2002 | Salt Lake City | Gigant równoległy | Philipp Schoch  |

### Mistrzostwa świata
| Miejsce | Dzień       | Rok  | Miejscowość          | Konkurencja       | Zwycięzca           |
| ------- | ----------- | ---- | -------------------- | ----------------- | ------------------- |
| 19.     | 13 stycznia | 1999 | Berchtesgaden        | Gigant            | Markus Ebner        |
| 34.     | 14 stycznia | 1999 | Berchtesgaden        | Gigant równoległy | Richard Richardsson |
| 21.     | 15 stycznia | 1999 | Berchtesgaden        | Slalom równoległy | Nicolas Huet        |
| 2.      | 17 stycznia | 1999 | Berchtesgaden        | Snowboardcross    | Henrik Jansson      |
| 27.     | 22 stycznia | 2001 | Madonna di Campiglio | Gigant            | Jasey-Jay Anderson  |
| 28.     | 24 stycznia | 2001 | Madonna di Campiglio | Gigant równoległy | Nicolas Huet        |
| 42.     | 26 stycznia | 2001 | Madonna di Campiglio | Slalom równoległy | Gilles Jaquet       |
| 9.      | 28 stycznia | 2001 | Madonna di Campiglio | Snowboardcross    | Guillaume Nantermod |

### Puchar Świata

#### Miejsca w klasyfikacji generalnej
- sezon 1996/1997: 127.
- sezon 1997/1998: 127.
- sezon 1998/1999: 13.
- sezon 1999/2000: 11.
- sezon 2000/2001: 28.
- sezon 2001/2002: 5.

#### Miejsca na podium
1. Kreischberg – 5 marca 1999 (snowcross) - 1. miejsce
2. Morzine – 8 stycznia 2000 (snowcross) - 3. miejsce
3. Gstaad – 20 stycznia 2000 (snowcross) - 1. miejsce
4. Madonna di Campiglio – 9 lutego 2000 (snowcross) - 1. miejsce
5. San Candido – 12 marca 2000 (snowcross) - 2. miejsce
6. Kronplatz – 19 stycznia 2001 (snowcross) - 3. miejsce
7. Tignes – 17 listopada 2001 (snowcross) - 1. miejsce
8. Whistler – 6 grudnia 2001 (snowcross) - 2. miejsce